# Deutsche Partei (Polen)
Die Deutsche Partei (DP) war eine Partei der deutschen Minderheit in der Zweiten Polnischen Republik 1922 bis 1939. Die Partei ist nicht zu verwechseln mit der kurzlebigen Deutschen Partei der früheren Jahre der Zweiten Polnischen Republik.
Im August 1922 wurde die DP gegründet aus der Fusion der drei deutschen nationalen Parteien (Deutschnationale Volkspartei, Deutsche Volkspartei und Deutsche Demokratische Partei). Sie vertrat bürgerliche Positionen der Mitte. Als Parteiorgan gab sie die „Kattowitzer Zeitung“ heraus. Vorsitzender war 1922 bis 1938 Johann Rosumek (1883–1938) und 1938 bis 1939 Paul Eschenbach. Die Partei löste sich 1939 auf.

## Nationale Wahlen
Zu den Wahlen zum Sejm und Senat trat die Deutsche Partei 1922 und 1928 auf einer gemeinsamen Liste des Blocks der Nationalen Minderheiten (BNM) an. 1922 konnte die DP 2 Sejm-Abgeordnete und einen Senator stellen. 1928 waren es 2 Sejm-Abgeordnete. 1930 trat die DP im Rahmen des Deutschen Wahlblocks an und erhielt einen Sitz im Sejm.
| Wahlperiode      | Abgeordneter     | Kammer | Anmerkung                                               |
| ---------------- | ---------------- | ------ | ------------------------------------------------------- |
| I. Wahlperiode   | Robert Piesch    | Sejm   |                                                         |
| I. Wahlperiode   | Johannes Rosumek | Sejm   |                                                         |
| I. Wahlperiode   | Kurt Mayer       | Senat  |                                                         |
| I. Wahlperiode   | Artur Gabrisch   | Senat  | im Februar 1927 für Thomas Szczeponik (KVP) nachgerückt |
| II. Wahlperiode  | Robert Piesch    | Sejm   |                                                         |
| II. Wahlperiode  | Johannes Rosumek | Sejm   |                                                         |
| III. Wahlperiode | Johannes Rosumek | Sejm   |                                                         |

## Schlesische Wahlen
Bei den Wahlen zum Schlesischen Sejm trat die DP gemeinsam mit der KVP im Deutschen Wahlblock an.
| Wahlperiode                    | Stimmen | Prozent | Mandate | Davon DP |
| ------------------------------ | ------- | ------- | ------- | -------- |
| I. Wahlperiode 1922            | 83.750  | 21,6 %  | 12      | 6        |
| II. Wahlperiode Mai 1930       | 180.246 | 30 %    | 15      | 5        |
| III. Wahlperiode November 1930 | 72.900  | 13,4 %  | 7       | 2(*)     |

(*) Die Liste des Deutschen Wahlblocks im Wahlkreis 1 wurde bei diesen Wahlen gestrichen.
| Wahlperiode      | Abgeordneter               | Anmerkung                      |
| ---------------- | -------------------------- | ------------------------------ |
| I. Wahlperiode   | Karl Fuchs                 |                                |
| I. Wahlperiode   | Kurt Mayer                 |                                |
| I. Wahlperiode   | Joseph Pawlas              |                                |
| I. Wahlperiode   | Karl Egon von Reitzenstein | gestorben am 18. November 1924 |
| I. Wahlperiode   | Georg Schür                | ab 18. November 1924           |
| I. Wahlperiode   | Max Sabaß                  |                                |
| I. Wahlperiode   | Otto Ulitz                 |                                |
| II. Wahlperiode  | Martin Hermann             |                                |
| II. Wahlperiode  | Max Krull                  |                                |
| II. Wahlperiode  | Joseph Pawlas              |                                |
| II. Wahlperiode  | Joseph Schimke             |                                |
| II. Wahlperiode  | Otto Ulitz                 |                                |
| III. Wahlperiode | Joseph Pawlas              |                                |
| III. Wahlperiode | Otto Ulitz                 |                                |

Im Parlament gehörten die Abgeordneten der Deutschen Partei zum Deutschen Klub.